# Милан Јоксимовић
Милан Јоксимовић (Ужице, 9. фебруара 1990) српски је фудбалер који тренутно наступа за Нови Пазар.

## Трофеји и награде
Инђија
- Прва лига Србије : 2009/10.[8]

Лијепаја
- Куп Летоније : 2020.[9]